# Anna E. Cooper
Ne doit pas être confondu avec Anna J. Cooper.
Pour les articles homonymes, voir Cooper.
Anna E. Cooper (22 juillet 1897 - 1988) était une universitaire libérienne, la première doyenne de l'université du Liberia.

## Petite enfance et éducation
Anne E. Cooper est née à Monrovia, au Libéria, dans une grande et influente famille américano-libérienne. Son père est Jesse Randolph Cooper; sa sœur Cecelia Adeline Cooper a épousé l'ambassadeur Charles D. B. King, qui fut président du Libéria de 1920 à 1930. Ses frères Henry R. Cooper et Charles E. Cooper ont également partie du gouvernement.
Cooper étudie au Collège d'Afrique de l'Ouest à Monrovia. Elle part aux États-Unis en 1914 et fréquente le Central Alabama Institute, le Morgan State College et enfin l'université Howard où elle joue au basket et devient membre d'Alpha Kappa Alpha. Elle obtient un baccalauréat universitaire (licence) en 1921. Elle retourne aux États-Unis en 1931, et obtient une Maîtrise universitaire ès lettres au Teachers College, Columbia University. Elle étudie également à Londres.

## Carrière
Elle enseigne au College of West Africa (en) de 1922 à 1928, puis devient professeure de sciences du Liberia College de 1929 à 1931, enseignant la chimie et la physique. En 1933, elle organise le département des sciences de l'université. Cooper devient doyenne de l'administration du Liberia College, elle est la première femme à être doyenne de l'établissement. Elle dirige ensuite la transformation de établissement en université du Liberia en 1951. Elle prend sa retraite en 1956.
Elle est la fondatrice du premier chapitre à l'étranger d'Alpha Kappa Alpha, lorsqu'elle et d'autres demandent un chapitre à Monrovia en 1954,. Elle est également active auprès de la YWCA au Liberia,. En 1978, elle est décorée par le président William Tolbert et devient chevalier de l'Ordre Humain de la Rédemption Africaine.

## Vie personnelle
Son fils, James T. Phillips Jr., pédologue et ministre du Cabinet, est exécuté lors d'un coup d'État militaire en 1980. Cooper décède en 1988, à l'âge de 91 ans.